# Condado de Logan (Virgínia Ocidental)
O Condado de Logan é um dos 55 condados do estado norte-americano da Virgínia Ocidental. A sede do condado é Logan, que é também a sua maior cidade. O condado tem uma área de 1181 km² (dos quais 3 km² estão cobertos por água), uma população de 37 710 habitantes, e uma densidade populacional de 32 hab/km² (segundo o censo nacional de 2000). O condado foi fundado em 1824 e recebeu o seu nome em homenagem ao chefe amríndio Logan (1723?-1780), dos Mingo, uma subtribo da tribo dos Iroqueses.